# Bath Rugby
El Bath Rugby un equip anglès professional de rugbi a 15. Es va fundar el 1865 i participa a l'Aviva Premiership de la temporada 2010-2011. És un dels clubs més antics del país.